# Johannes Gehrts

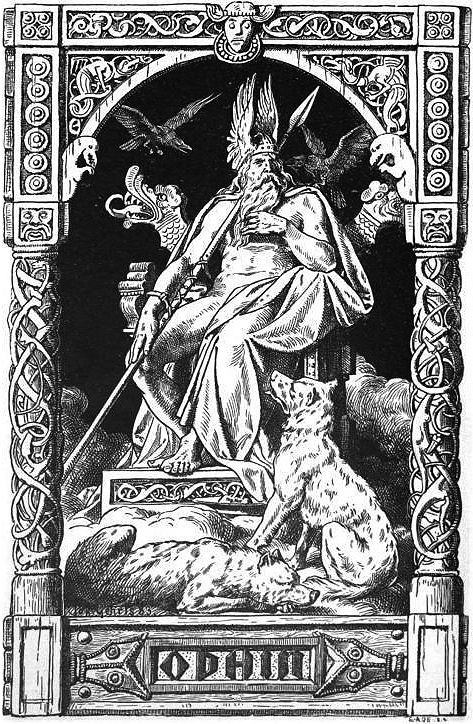
Odin con sus cuervos Hugin y Munin, y sus lobos Geri y Freki (1901).

Johannes  Gehrts (26 de febrero de 1855 St. Pauli - 1921 Düsseldorf) fue un ilustrador alemán. 

## Obra
El trabajo de Gehrts fue publicado en revistas populares como Die Gartenlaube, en el diseño de libros para niños y en los trabajos de su amigo Felix Dahn. Muestra escenas de las mitologías alemana y nórdica, leyendas y sagas, historias de piratas, aventuras de viajes y cuentos de hadas. También ilustró informes sobre las expediciones científicas del físico y antropólogo alemán Karl von den Steinen.
Gehrts fue alumno de la academia de arte de Weimar de 1873 a 1876, y vivió en Düsseldorf desde 1884.